# Zaloška Gorica
Zaloška Gorica (Duits: Gross Goritz) is een plaats in Slovenië en maakt deel uit van de gemeente Žalec in de NUTS-3-regio Savinjska. De plaats telde 36 inwoners op 1 januari 2020.